# Triunghiul de foc
Triunghiul de foc este un film românesc din 1971 regizat de Alexandru Boiangiu.